# Казан утлары
«Казан утлары» (другое название — «Огни Казани») — ежемесячный литературно-художественный и общественно-политический журнал на татарском языке. Издаётся в Казани.

## История
Прародителем современного журнала «Казан утлары» является литературно-художественный журнал «Безнен-Юл» («Наш путь»), основанный в 1922 году. Этот журнал являлся органом Наркомпроса Татреспублики и выходил раз в месяц на татарском языке. Основателем журнала «Безнен-Юл» и его первым главным редактором был Г. Ибрагимов. Здесь печатались произведения татарской прозы, поэзии, драматургии, критики. В журнале начали свою литературную деятельность большинство татарских писателей первых лет советской власти. Публиковались произведения М. Гафури, Г. Камала, Ш. Камал, Ф. Амирхана, К. Тинчурина, Х. Такташа, К. Наджми, А. Кутуя, М. Джалиля и других.
Название журнала неоднократно менялось. Став трибуной пролеткульта, он получил название «Атака». После смены арабского алфавита на латинский журнал стал носить имя «Яналиф» («Новый алфавит»). С января 1933 года журнал назывался «Совет әдәбияты» («Советская литература»). Современное название «Казан утлары» («Огни Казани») журнал получил в июне 1965 года.
К 1967 году тираж журнала составлял 56 тысяч экземпляров. Помимо произведений татарских писателей там также печатались переводы литературы народов СССР на татарский язык. Имелся отдел очерка и публицистики. 17 января 1977 года журнал был награждён орденом «Знак Почёта».
В настоящее время помимо печатной выходит электронная версия журнала «Казан утлары». На официальном сайте выложен архив номеров за всю историю издания. Публикуются переводы на татарский язык произведений русскоязычных авторов.